# Françoise Dossa
 (octobre 2022).
Pour les articles homonymes, voir Dossa (homonymie).
Adjouavi Martine Françoise Dossa est une diplomate et femme politique béninoise. Elle est ambassadrice et ministre dans le gouvernement de Boni Yayi.

## Biographie

### Carrière
Françoise Dossa entre dans le gouvernement de Boni Yayi à la suite d'un énième remaniement ministériel opéré par ce dernier. Dans ce gouvernement, elle occupe le poste de ministre de l'Économie maritime et des Infrastructures portuaires de 2013 à 2014,.
Elle est par la suite nommée par décret n°2017-164 du 10 mars 2017 ambassadrice du Bénin près la République du Ghana. Une nomination faite par Patrice Talon. Son champ d'action s'élargit par ailleurs puisqu'elle chapeaute également la représentation béninoise en Côte d'Ivoire, avec toujours comme résidence le Ghana,.